# Mooka
Mooka (jap. 真岡市, -shi) ist eine Stadt in der Präfektur Tochigi in Japan.

## Geographie
Mooka liegt nordöstlich von Oyama und südöstlich von Utsunomiya.

## Geschichte
Am 31. März 1954 wurden die Dörfer Naka (中村, -mura), Ōuchi (大内村, -mura) und Yamazaki (山前村, -mura) im Landkreis Haga eingemeindet. Am 1. Oktober erhielt die Gemeinde Mo'oka (真岡町, -machi) das Stadtrecht.

## Weblinks

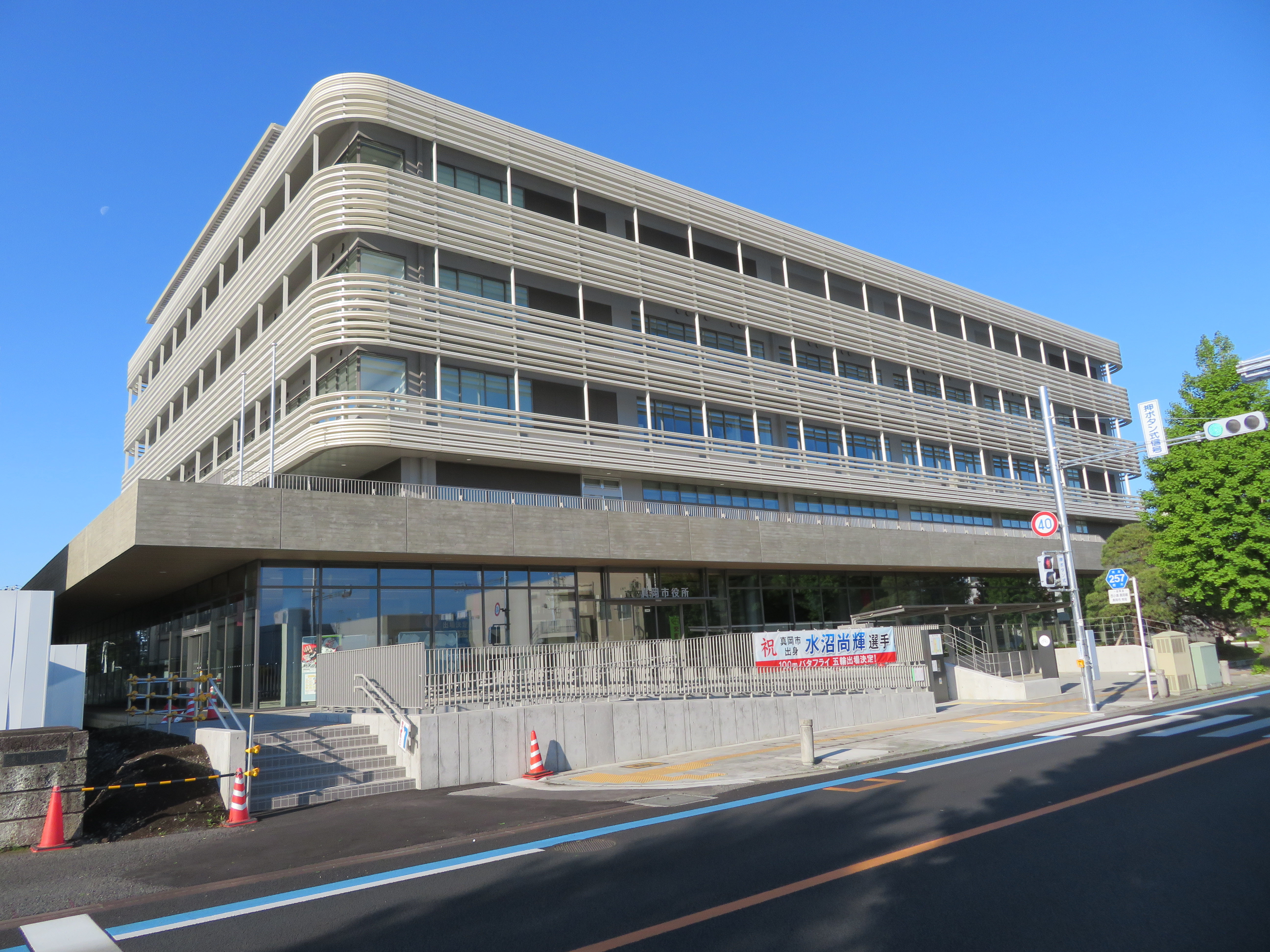
Rathaus von Mooka

## Verkehr
- Straße:
  - Nationalstraßen 121, 294, 408
- Zug:
  - Mooka-Linie, nach Motegi

## Städtepartnerschaften
- Douliu (Taiwan)

## Angrenzende Städte und Gemeinden
- Utsunomiya
- Sakuragawa